# Vitbukig todityrann
För fågelarten Hemitriccus griseipectus, se vitbröstad todityrann.
Vitbukig todityrann (Myiornis albiventris) är en fågel i familjen tyranner inom ordningen tättingar.

## Utseende och läte
Vitbukig todityrann är en mycket liten och kompakt fågel, en av de allra minsta tättingarna. Ovansidan är olivgul, undersidan vitaktig med svaga sotfärgade streck. På huvudet syns en otydlig svart halvmåne bakom ögat. Sången består av en insektsliknande kort trill som accelererar till en sträv ton.

## Utbredning och systematik
Fågeln förekommer i Andernas östsluttning från Peru (Huánuco) till västra Bolivia (Santa Cruz). Den behandlas som monotypisk, det vill säga att den inte delas in i några underarter.

### Familjetillhörighet
Arten placeras traditionellt i familjen tyranner. DNA-studier visar dock att Tyrannidae består av fem klader som skildes åt redan under oligocen, pekar på att de skildes åt redan under oligocen, varför vissa auktoriteter behandlar dem som egna familjer. Vitbukig todityrann med släktingar placeras då i Pipromorphidae.

## Levnadssätt
Vitbukig todityrann hittas i både ursprunglig och uppväxande skog. Där kan den vara svår att få syn på när den rör sig i trädtaket i höga träd.

## Status och hot
Arten har ett stort utbredningsområde, men tros minska i antal, dock inte tillräckligt kraftigt för att den ska betraktas som hotad. Internationella naturvårdsunionen IUCN listar arten som livskraftig (LC).